# الضريم (خولان)

تعديل مصدري - تعديل

الضريم هي إحدى قرى عزلة بني شداد بمديرية خولان التابعة لمحافظة صنعاء، بلغ تعداد سكانها 205 نسمة حسب تعداد اليمن لعام 2004.